# Лебедев, Амфиан Степанович
Амфиан Степанович Лебедев (8 (20) февраля 1833, село Карпово, Богородский уезд, Московская губерния — 27 января (9 февраля) 1910, Российская империя) — русский историк церкви, богослов. Заслуженный профессор Харьковского университета.

## Биография
Родился в семье священника в селе Карпово Богородского уезда Московской губернии.
Окончил Вифанскую духовную семинарию (1852) и Московскую духовную академию (1856) со степенью магистра богословия. До 1858 года исполнял должность помощника инспектора в Московской духовной семинарии; в 1858—1859 гг. преподавал в московской семинарии всеобщую историю; в 1859—1860 гг. был преподавателем Херсонской духовной семинарии. Затем был командирован в Женевскую академию, где прослушал курс лекций Э. Навиля.
В 1861—1869 годах преподавал церковную историю в Московской духовной академии (МДА). В эти годы напечатал серию статей по истории церкви. В 1869 году стал экстраординарным профессором по кафедре церковной истории МДА. Затем был переведён в Харьковский университет, где читал общий курс церковной истории, историю византийской и славянской, восточной, западной и русской церквей. В 1894 году защитил диссертацию на степень доктора русской истории и в этом же году был удостоен звания заслуженного профессора. В период 1891—1901 годов был деканом историко-филологического факультета университета.
В 1900—1901 годах обследовал архивы монастырей Курска, Путивля, Рыльска, включая архивы Коренной, Глинской и Софрониевой пустыней и Курской духовной консистории.
А. С. Лебедев являлся одним из учредителей «Харьковского историко-филологического общества» (1877), действительным членом «Общества истории и древностей российских» (с 1884), «Московского археологического общества» (с 1902), Воронежской губернской учёной архивной комиссии и «Еллинского филологического силлогиса» в Константинополе.